# New Evolution World Tour
 (décembre 2013).
Tournées par 2NE1
NOLZA
(2011) All or Nothing World Tour
(2014)
New Evolution World Tour est une tournée internationale du groupe de K-pop féminin 2NE1 au deuxième semestre de l'année 2012.

## Programme

### Liste des pistes
1. Intro
2. I Am The Best
3. Fire
4. Clap Your Hands
5. I Don't Care (Reggae remix)
6. Don't Stop The Music
7. Club DJ (CL solo)
8. Don't Cry (Bom solo)
9. You And I (Bom solo)
10. Follow Me
11. Please Don't Go (CL feat. Minzy)
12. Pretty Boy
13. Kiss (Dara solo)
14. It Hurts
15. Lonely
16. In The Club
17. Stay Together
18. I Love You
19. Ugly
20. Let's Go Party
21. Scream
22. Hate You
23. Go Away
24. Can't Nobody

Encore
1. I Don't Care
2. I Am The Best

## Dates et lieux
| Dates              | Villes      | Pays         | Lieux                    |
| ------------------ | ----------- | ------------ | ------------------------ |
| 28 juillet 2012    | Séoul       | Corée du Sud | Olympic Gymnastics Arena |
| 29 juillet 2012    | Séoul       | Corée du Sud | Olympic Gymnastics Arena |
| 17 août 2012       | Newark      | États-Unis   | Prudential Center        |
| 24 août 2012       | Los Angeles | États-Unis   | Nokia Theatre L.A. Live  |
| 31 août 2012       | Osaka       | Japon        | Osaka-jô Hall            |
| 1er septembre 2012 | Osaka       | Japon        | Osaka-jô Hall            |
| 2 septembre 2012   | Osaka       | Japon        | Osaka-jô Hall            |
| 7 septembre 2012   | Nagoya      | Japon        | Nippon Gaishi Hall       |
| 8 septembre 2012   | Nagoya      | Japon        | Nippon Gaishi Hall       |
| 11 septembre 2012  | Yokohama    | Japon        | Yokohama Arena           |
| 12 septembre 2012  | Yokohama    | Japon        | Yokohama Arena           |
| 29 septembre 2012  | Saitama     | Japon        | Saitama Super Arena      |
| 30 septembre 2012  | Saitama     | Japon        | Saitama Super Arena      |
| 16 novembre 2012   | Taipei      | Taïwan       | Taipei Arena             |
| 1er décembre 2012  | Singapour   | Singapour    | Singapore Indoor Stadium |